# Belgisch-französische Beziehungen
Die Belgisch-französischen Beziehungen sind das zwischenstaatliche Verhältnis zwischen Belgien und Frankreich. Beide Länder sind Nachbarn mit einer 556 km langen gemeinsamen Grenze. Sie verbindet auch eine lange gemeinsame Geschichte und enge kulturelle Verbindungen, so war zum Beispiel die erste belgische Königin, Louise d’Orléans, französischer Herkunft und unter Napoleon war Belgien ein Teil Frankreichs gewesen. Belgien und Frankreich sind Gründungsmitglieder der EU und der NATO sowie der Organisation internationale de la Francophonie (OIF) und unterhalten im Rahmen der europäischen Integration freundschaftliche Beziehungen.

## Geschichte

### Frühe Beziehungen (bis 1789)
Die Regionen des heutigen Belgien gehörten über Jahrhunderte hinweg zu verschiedenen Herrschaftsgebieten, wobei Frankreich immer wieder versuchte Einfluss auf diese zu gewinnen. Die Burgundischen Niederlande, die das Gebiet des heutigen Belgien umfassten, standen im 15. Jahrhundert unter der Herrschaft der burgundischen Herzöge, die zwar Vasallen des französischen Königs waren, aber weitgehend eigenständig agierten. Nach dem Tod Karls des Kühnen 1477 gelangte die Burgundische Niederlande an die mit Frankreich verfeindeten Habsburger. Zwischen dem 16. und 18. Jahrhundert war das Verhältnis zwischen Frankreich und den südlichen Niederlanden geprägt von wiederholten militärischen Auseinandersetzungen, insbesondere während der Französischen Religionskriege, des Dreißigjährigen Kriegs und der Kriege Ludwigs XIV., wobei Frankreich letztlich erfolglos versuchte die Region den Habsburgern zu entreißen. Der Friede von Utrecht (1713) legte die Grenze zwischen Frankreich und den habsburgischen Niederlanden fest, wobei danach noch einzelne Landstriche getauscht wurden.

### Französische Herrschaft (1795–1815)

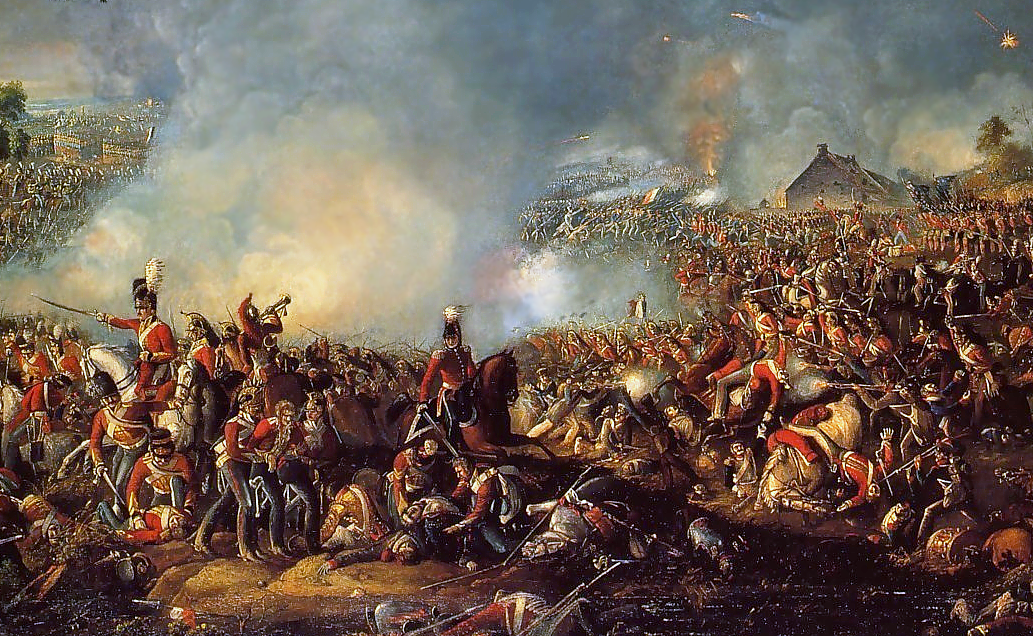
Schlacht bei Waterloo (1815)

Nach der Französischen Revolution wurden die belgischen Provinzen 1795 als neun Départements an Frankreich angegliedert. In Belgien wurden die liberalen Reformen der Revolution (Abschaffung der Adelsprivilegien, Einführung des Code civil, Gleichheit vor dem Gesetz usw.) eingeführt, was tiefe Impulse für die spätere belgische Staatlichkeit gab, auch da Belgien überhaupt erstmals unter einer politischen Autorität vereinigt wurde. Zugleich führte die französische Kolonialpolitik zu Widerstand (schwere Besteuerung, Pflichtdienst, Religionsverfolgung), weshalb sich besonders in den ländlichen Gebieten der Hass auf die französischen Besatzer manifestierte. 1814/15 verlor Frankreich nach der Schlacht bei Waterloo schließlich die Kontrolle über Belgien und seine Gebiete wurden durch den Wiener Kongress Teil des Vereinigten Königreichs der Niederlande.

### Belgische Revolution (1830)
1830 brach in Belgien die Revolution gegen die niederländische Herrschaft aus. Die Julimonarchie in Frankreich unterstützte die belgischen Aufständischen politisch und 1831/32 sogar militärisch gegen die niederländischen Truppen, was den Belgiern die Unabhängigkeit ermöglichte. Unter dem Druck der europäischen Großmächte verzichtete das französische Königshaus jedoch auf den belgischen Thron, der an das Haus Sachsen-Coburg und Gotha ging. Bei der Londoner Konferenz (1830/31) und im Vertrag der 24 Artikel (1839) wurde Belgien international offiziell als unabhängiger, neutraler Staat anerkannt. Frankreich und Großbritannien garantierten Belgiens Neutralität, dafür übernahm Belgien umgekehrt die Aufgabe, als Pufferzone zum Deutschen Bund zu dienen.

### Belgien und Frankreich zwischen 1830 und 1870
In der Herrschaftszeit des belgischen Königs Leopold I. (1831–1865) waren die Beziehungen zu Frankreich zunächst eher kooperativ und ereignisarm. Nach der Februarrevolution 1848 (Ende der Julimonarchie in Paris) kam es kurzzeitig zu französischen Expansionsgelüsten, die jedoch im Juni 1848 schnell verebbten. Unter Napoleon III. und der Wiederherstellung des Kaiserreichs 1852 befürchtete Belgien dauernd eine drohende Annexion: Leopold I. beschrieb Frankreich sinnbildlich dazu als „Tiger oder Schlange“, die den kleinen, neutralen Staat umklammern und verschlingen könnte. Während viele belgische Liberale Napoleon III. als Tyrannen ansahen, sympathisierten Teile des Klerus mit ihm als Hüter der Ordnung. Die große Angst Belgiens war eine französische Expansion: Als 1870/71 Frankreich im Deutsch-Französischen Krieg gegen Preußen verlor, sah die belgische Führung dies als Befreiungsschlag für die eigene Neutralität an, da Frankreich nun geschwächt war.

### Belgien und Frankreich zwischen 1870 und 1914
Mit der Dritten Französischen Republik normalisierte sich das Verhältnis allmählich. Liberale befürworteten jetzt eher Freundschaft mit Frankreich, während die belgischen Katholiken Frankreich, durch das laizistische Gesetz von 1905, misstrauisch gegenüberstanden. Der französisch-belgische Kulturaustausch blühte durch die verbesserten Beziehungen auf, doch prägte auch das Erstarken Deutschlands in dieser Zeit die Wahrnehmung. Zahlreiche Intellektuelle und Beamte orientierten sich am deutschen Modell. Bereits um 1900 lebten etwa 57.000 Franzosen in Belgien (Schwerpunkt in der Grenzprovinz Hennegau) und diese Zahl stieg bis 1911 auf rund 80.000.

### Erster Weltkrieg (1914–1918)
1914 brach der Erste Weltkrieg aus, wobei Deutschland Belgiens Neutralität missachtete und das Land militärisch überrannte. Die deutsche Besetzung Belgiens und die Härten der Kriegszeit begründeten das populäre Bild des „kleinen, heldenhaften Belgien“, das Schutz bei der „großen Schwester“ Frankreich gesucht habe. Schon am 7. August 1914 verlieh Frankreich der Stadt Lüttich die Légion d’Honneur für ihren Widerstand gegen die deutsche Invasion. Im Großen und Ganzen verstand man sich an der Front gut, wenngleich König Albert I. persönlich vorsichtig blieb. Er bestand darauf, die belgische Armee unabhängig zu führen, und lehnte es ab, Belgiens Kriegsziele vollständig mit denjenigen der Entente abzustimmen. Albert sah Frankreich zwar oft als Freund, dennoch blieben bei ihm gewisse Vorbehalte (z. B. gegenüber dem französischen Säkularismus) bestehen.

### Zwischenkriegszeit (1919–1939)

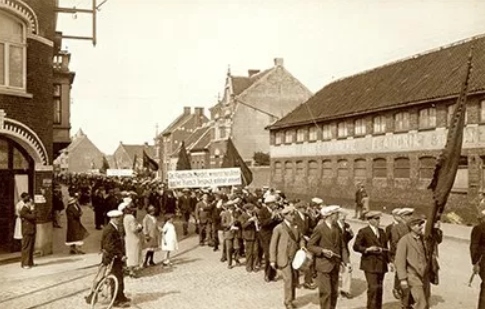
Proteste gegen das französisch-belgische Militärabkommen in Flandern (1930)

Nach Kriegsende ergaben sich neue Konflikte: Frankreich versuchte u. a. durch einen Geheimvertrag von 1920, Belgien dauerhaft an sich zu binden. Außerdem wurde Frankreich zum wichtigsten Wirtschaftspartner Belgiens. Dieser Vertrag, der eine militärische Zusammenarbeit im Verteidigungsfall vorsah, war jedoch in Belgien umstritten und führte 1936 – unter dem Druck flämisch-nationalistischer Aktivisten („Los van Frankrijk“) – zu seiner einseitigen Kündigung. Angesichts des Nationalsozialismus in Deutschland kehrte Belgien zudem 1936 formell zur Neutralität zurück und distanzierte sich bewusst von Frankreichs Bündnispolitik. Wirtschaftliche Spannungen verschärften sich zudem durch die Weltwirtschaftskrise: Frankreich betrieb eine protektionistische Handels- und Währungspolitik, während Belgien den Freihandel befürwortete.

### Zweiter Weltkrieg (1939–1945)
Beim Ausbruch des Zweiten Weltkriegs im September 1939 erklärte Belgien erneut seine Neutralität, doch 1940 marschierten deutsche Truppen ein und besetzten sowohl Belgien als auch Frankreich. In der Folge dienten belgische Truppen und Exilpolitiker den Alliierten; Frankreich wurde von den Deutschen geteilt (Vichy-Regime und Besetztes Frankreich), während sich die Forces françaises libres unter Charles de Gaulle im Exil formierten. Beide Länder litten stark in der deutschen Besatzung, die zu Repressalien und der Vernichtung ihrer jüdischen Minderheiten im Holocaust führte. 1944 befreiten die Westalliierten Belgien und Nordfrankreich; bis Kriegsende 1945 wurden beide wieder vollständig befreit.

### Nachkriegszeit (ab 1945)

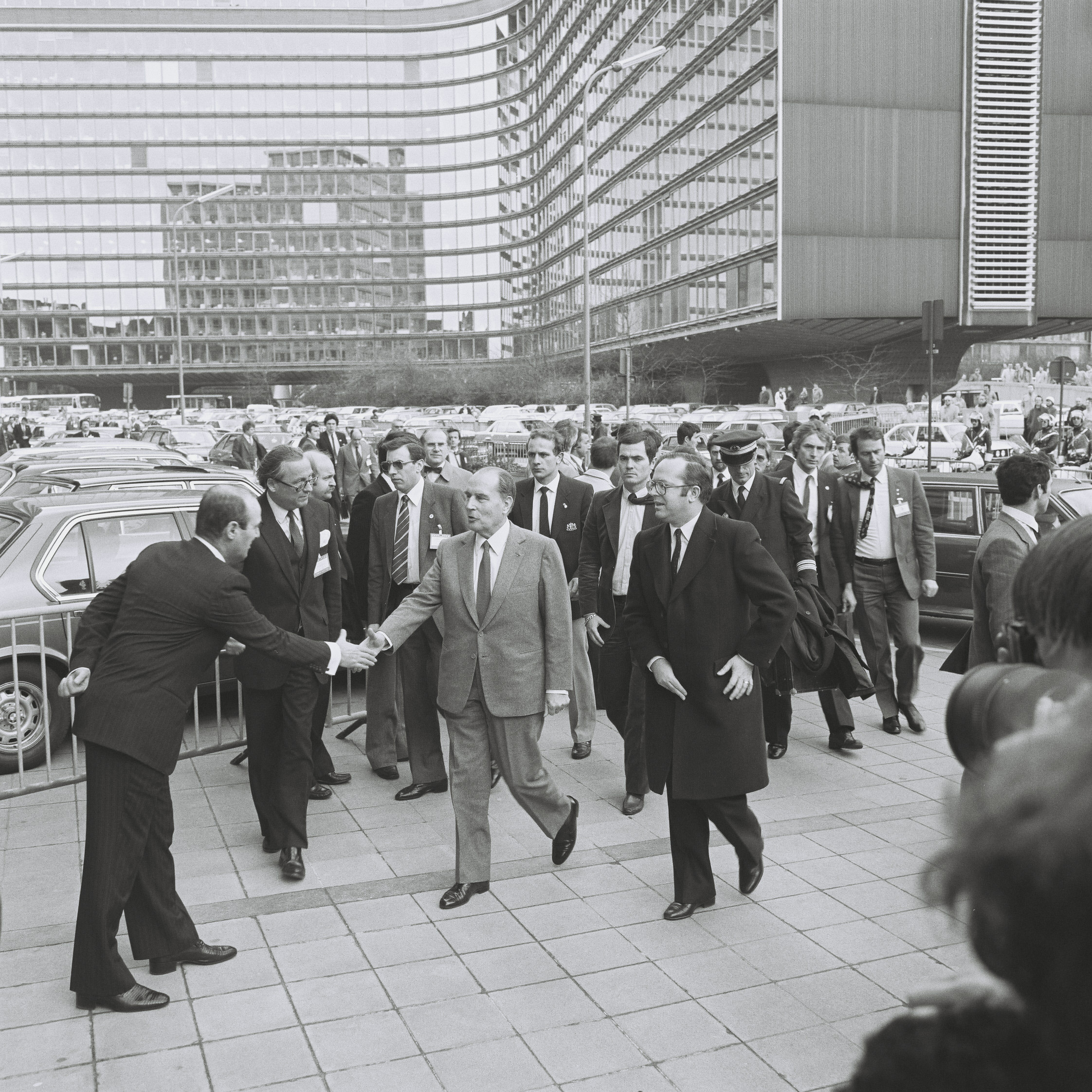
François Mitterrand (Mitte) mit Wilfried Martens (rechts von Mitterrand) in Brüssel (1983)

Belgien und Frankreich gehörten zu den Gründungsmitgliedern wichtiger Nachkriegsorganisationen. Sie traten beide 1949 der NATO bei und engagierten sich intensiv in der europäischen Integration: 1952 waren sie Gründungsstaaten der Europäischen Gemeinschaft für Kohle und Stahl (Montanunion) und 1958 der Europäischen Wirtschaftsgemeinschaft (EWG) sowie der Atomgemeinschaft Euratom. Unter Charles de Gaulle (1958–1969) wurden in Belgien vor allem sein Anti-Atlantismus (Teilaustritt aus der NATO 1966) und seine Europa-Politik (Veto gegen den britischen EWG-Beitritt) kritisch gesehen. Während des Algerienkrieges sabotierte und versenkte eine vom französischen Geheimdienst gegründete Terrororganisation namens „Rote Hand⁣“ mehrere Schiffe im Hafen von Antwerpen, um Waffenlieferung an die Nationale Befreiungsfront zu verhindern. Nach dem Ende der Regierungszeit von De Gaulle verbesserte sich das Image Frankreichs in Belgien wieder.
Trotz gelegentlicher Meinungsverschiedenheit war die Nachkriegszeit in beiden Ländern von einem soliden wirtschaftlichen Aufschwung und einer beispiellosen wirtschaftlichen Integration geprägt. Beide Länder waren 1993 Gründungsmitglieder der Europäischen Union und nutzen ab 1999 die gemeinsame Währung Euro. Sie arbeiten zudem eng in europäischen Strukturen zusammen und nehmen gemeinsam an grenzüberschreitenden Programmen teil. Ein Beispiel hierfür ist die Eurometropole Lille-Kortrijk-Tournai, in der belgische und französische Gebietskörperschaften an Vernetzung und Infrastrukturprojekten arbeiten und der 2008 als erster Europäischer Verbund für territoriale Zusammenarbeit gegründet wurde. Auch die grenzüberschreitenden INTERREG-Programme fördern Wirtschaftskontakte und Kontakte über die Grenze hinweg.

## Kulturbeziehungen
Etwa 40 % der Belgier sprechen Französisch, und Belgien war 1970 Gründungsmitglied der Organisation internationale de la Francophonie (OIF). Das Land stellt dort aus föderalen Gründen zwei Delegationen (Bundesstaat und französische Gemeinschaft), was die starke sprachlich-kulturelle Verbindung unterstreicht. Die königlichen Häuser beider Länder sind eng verflochten. Die erste belgische Königin Louise-Marie d’Orléans war Tochter des französischen Königspaares, und bis heute pflegen die Familien freundschaftliche Beziehungen. Auch gemeinsame Gedenkfeiern (z. B. Kriegsgedenkveranstaltungen) verdeutlichen den geteilten kulturellen Erfahrungshorizont. Aufgrund der kulturellen und sprachlichen Gemeinsamkeiten zwischen Frankreich und der Wallonischen Region gibt es eine als Rattachismus bekannte Bewegung zur Eingliederung Walloniens in Frankreich. Eine 2010 durchgeführte Umfrage ergab, dass 32 % der befragten Wallonen im Falle einer Aufspaltung Belgiens die Wiedervereinigung mit Frankreich unterstützen würden.
In den Bereichen Bildung und Kultur erleichtert die gemeinsame Sprache auf beiden Seiten der Grenze die Zusammenarbeit. So zieht es zahlreiche französische Studierende nach Belgien (insbesondere wegen offenerer Zulassungsbedingungen). Kulturelle Veranstaltungen und Filmfestivals sind bilateral beliebt. Belgische frankophone Künstler und Intellektuelle suchen oft den Weg über Pariser Galerien und Verlage, um international bekannt zu werden, wobei Frankreich als wichtiger kultureller Partner und Inspirationsquelle dient. In Flandern, das als Hochburg der Frankophobie in Belgien gilt, ist das Verhältnis zu Frankreich dagegen eher ambivalent. So sorgte das verstärkte Engagement französischer Unternehmen in der belgischen Wirtschaft in den 1980er Jahren für Befürchtungen vor einer möglichen „Französisierung“ des Landes,

## Wirtschaftsbeziehungen
Frankreich ist einer der wichtigsten Handelspartner Belgiens (und umgekehrt). 2023 betrug das bilaterale Warenaustauschvolumen rund 108,4 Mrd. €. Damit war Belgien das zweitwichtigste Importland für Frankreich. Das Handelsbilanzdefizit Frankreichs gegenüber Belgien (ca. −12,6 Mrd. € in 2023) entsteht vor allem durch die Einfuhr von Energieprodukten über belgisches Territorium. Frankreich ist außerdem der drittgrößte Lieferant für Belgien, während Belgien die viertwichtigste Warenquelle für Frankreich darstellt.
Die Direktinvestitionsbeziehungen sind eng verflochten. Belgien ist nach den USA und Großbritannien der 6. größte ausländische Investor in Frankreich (IDE-Bestand ca. 57 Mrd. €), während Frankreich sein drittgrößter ausländischer Investor in Belgien ist (IDE-Bestand ca. 139 Mrd. €). Zahlreiche große Konzerne aus beiden Ländern sind wechselseitig aktiv. Beispielsweise erwarb der französische Energiekonzern Groupe Suez 1988 das traditionsreiche belgische Bank- und Industriehaus Société Générale de Belgique. In Belgien sind 2.480 französische Unternehmen aktiv, die einen Umsatz von 77,6 Milliarden Euro erwirtschaften und 173.594 Mitarbeiter beschäftigen (Stand 2023). In Frankreich sind 2.000 von belgischen Investoren kontrollierte Unternehmen ansässig, die knapp 133.000 Mitarbeiter beschäftigen.
Die beiden Staaten kooperierten während der Finanzkrise. 2008 retteten belgische, französische und luxemburgische Behörden gemeinsam die franko-belgische Großbank Dexia mit einem 6,4-Mrd.-Euro-Paket.